# Венеційська лагуна

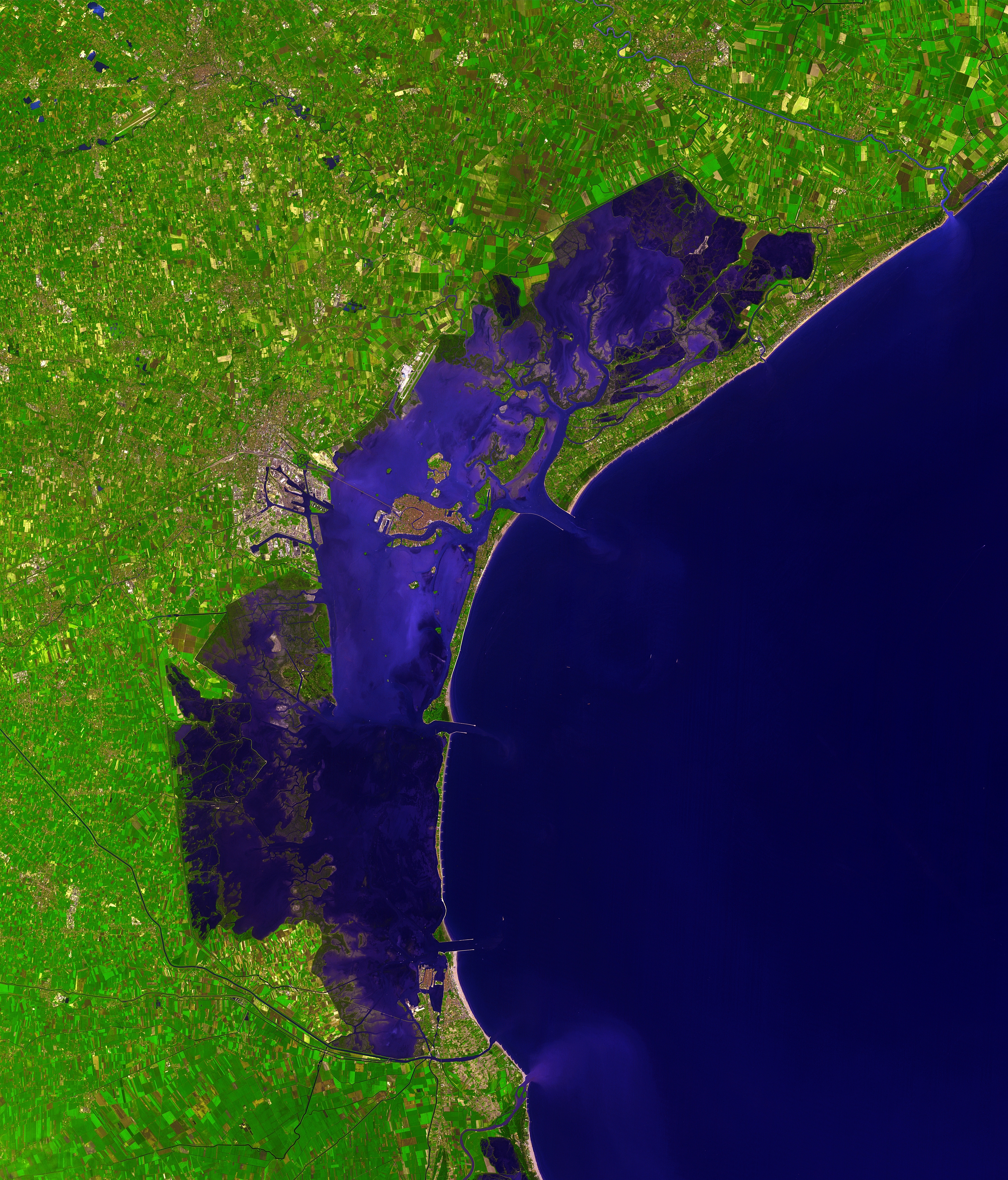
Венеційська лагуна

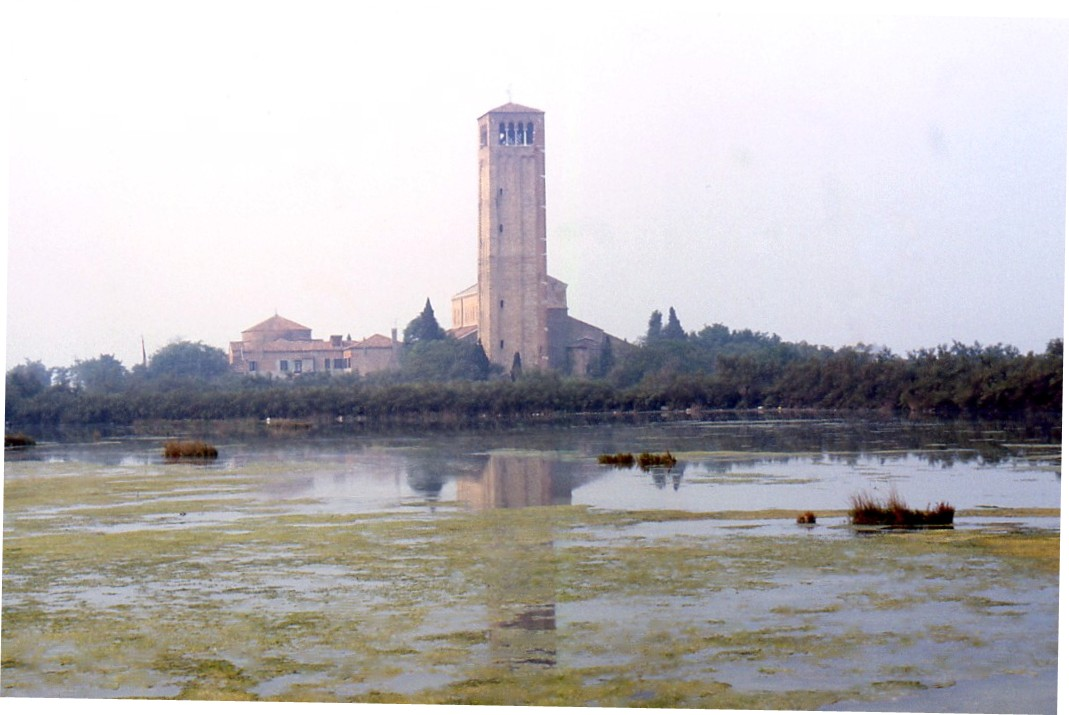
Вигляд з лагуни на острів Торчелло

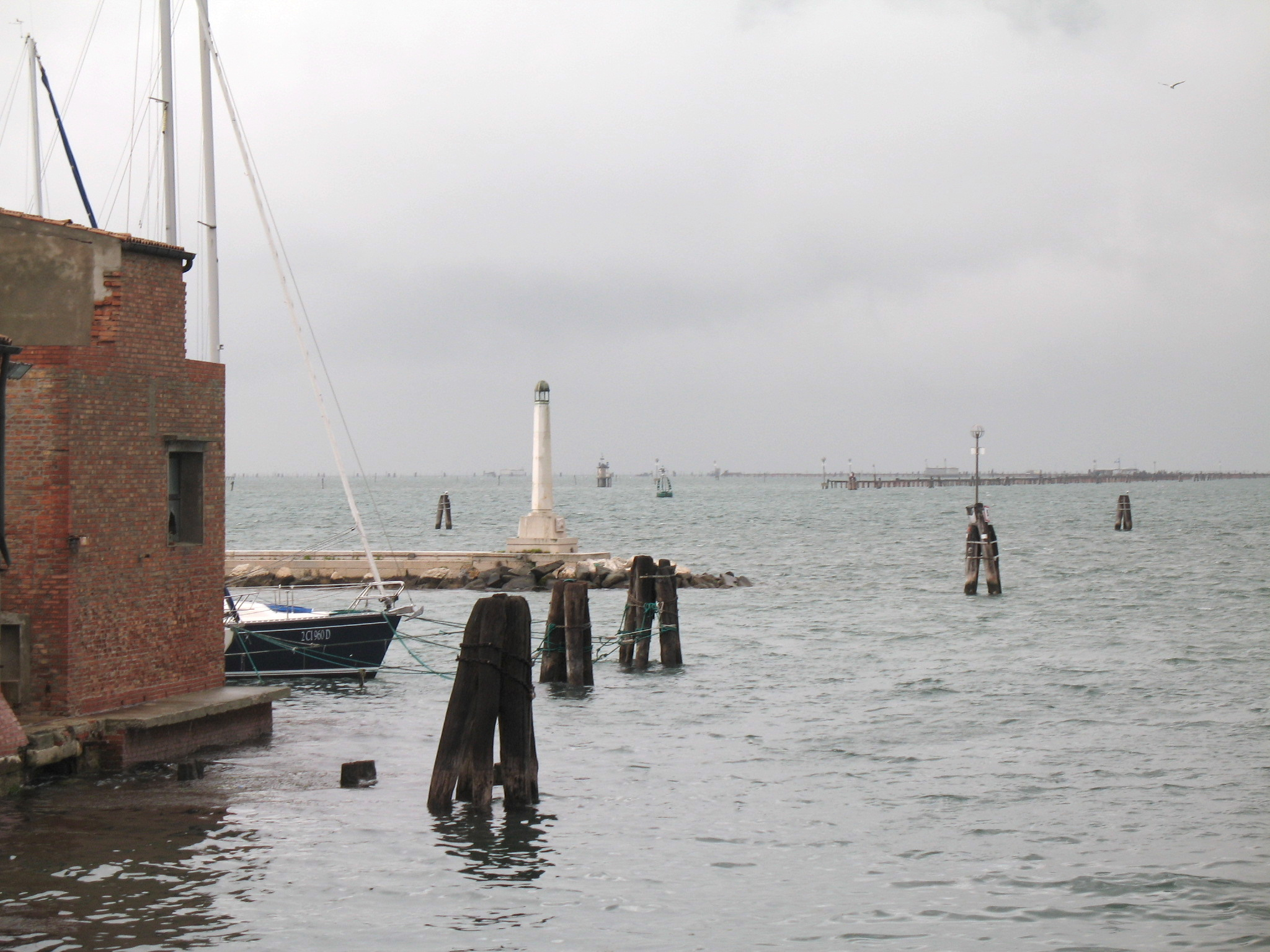
Bricole на причалах Кіоджи, головного центру рибної ловлі у Венеційській лагуні

45°24′47″ пн. ш. 12°17′50″ сх. д. / 45.41306° пн. ш. 12.29722° сх. д.
Венеційська лагу́на — лагуна в Адріатичному морі, де лежить місто Венеція.
Площа лагуни становить близько 550 км². Близько 8 % площі займає суша, що складається з самої Венеції і безлічі маленьких островів. Ще 11 % території це ділянки глибокої води або каналів, що залишилися 80 % становлять вати або соляні болота.
Зв'язок лагуни з морем здійснюється через три протоки:
- Порто-ді-Лідо
- Порто-ді-Маламоко
- Порто-ді-Кйоджа

У цих протоках споруджені захисні загороди, що перекривають доступ води в лагуну при сильному хвилюванні.
Лагуна схильна до значних змін рівня води, особливо взимку й навесні, коли через проблему acqua alta (високої води) відбувається затоплення більшої частини Венеції.
У лагуні лежать понад 100 островів, найзначніші приведені нижче:
| Назва                      | Оригінальна назва         | Площа, км² |
| -------------------------- | ------------------------- | ---------- |
| Венеція                    | Venice                    | 5.17       |
| Сант'Еразмо                | Sant'Erasmo               | 3.26       |
| Борго-Сан-Джованні         | Borgo San Giovanni        | 2.36       |
| Мурано                     | Murano                    | 1.17       |
| Кйоджа                     | Chioggia                  | 0.67       |
| Джудекка                   | Giudecca                  | 0.59       |
| Маццорбо                   | Mazzorbo                  | 0.52       |
| Торчелло                   | Torcello                  | 0.44       |
| Сант'Елена                 | Sant'Elena                | 0.34       |
| Ла-Чертоза                 | La Certosa                | 0.24       |
| Бурано                     | Burano                    | 0.21       |
| Тронкетто                  | Tronchetto                | 0.18       |
| Сакка-Фізола               | Sacca Fisola              | 0.18       |
| Сан-Мікеле ін Ізола        | Isola Di San Michele      | 0.16       |
| Сакка Сессола              | Sacca Sessola             | 0.16       |
| Санта-Крістіна             | Santa Cristina            | 0.13       |
| Ладзарето-Нуово            | Lazzaretto Nuovo          | 0.09       |
| Ладзарето-Векйо            | Lazzaretto Vecchio        | 0.027      |
| Лідо                       | Lido                      |            |
| Пеллестрина                | Pellestrina               |            |
| Повелья                    | Poveglia                  | 0.075      |
| Сан-Клементе               | San Clemente              | 0.068      |
| Сан-Франческо-дель-Дезерто | San Francesco del Deserto | 0.04       |
| Сан-Джорджо-Маджоре        | San Giorgio Maggiore      | 0.10       |
| Сан-Ладзаро-дельї-Армені   | San Lazzaro degli Armeni  | 0.03       |
| Сан-П'єтро-ді-Кастелло     | San Pietro di Castello    | 0.06       |
| Сан-Серволо                | San Servolo               | 0.05       |
| Санто-Спірито              | Santo Spirito             | 0.024      |
| Ле Віньйоле                | Le Vignole                | 0.69       |